# Vitorino (duque)
Vitorino (em latim: Victorinus) foi um oficial administrativo romano do século IV, ativo durante o reinado conjunto dos imperadores Valentiniano I (r. 364–375) e Valente I (r. 364–378). Quase nada se sabe sobre sua carreira, exceto que entre 364-366 exerceu a função de duque do Egito. Em 5 de outubro de 365 tentou, ao lado do prefeito Flaviano, capturar o arcebispo alexandrino Atanásio I.